# Riccardo Malipiero (Komponist)
Riccardo Malipiero (* 24. Juli 1914 in Mailand; † 27. November 2003 ebenda) war ein
italienischer Komponist, Pianist und Musikpädagoge.

## Leben und Wirken
Der Sohn des Cellisten Riccardo Malipiero studierte ab 1932 Klavier am Konservatorium von Mailand und ab 1937 Komposition am Konservatorium von Turin. Außerdem nahm er Kompositionskurse bei seinem Onkel Gian Francesco Malipiero. Von 1935 bis 1947 war er Dozent am Liceo Musicale „Vincenzo Appiani“.
Ab 1979 unterrichtete er am städtischen Liceo Musicale von Varese.
Malipiero komponierte zunächst Werke in freier Atonalität, bevor er sich ab 1945 der Zwölftontechnik zuwandte. Er gilt als einer der Wegbereiter der Zwölftonmusik in Italien, die er in Aufsätzen in Musikzeitschriften, Büchern und Vorträgen propagierte. 1949 organisierte er den Ersten Kongress für Zwölftonmusik in Mailand, an dem
u. a. John Cage, Luigi Dallapiccola, Karl Amadeus Hartmann, René Leibowitz, Bruno Maderna und Camillo Togni teilnahmen.
1969 vertrat Malipiero Italien beim VII. Kongress der UNESCO in Moskau. Für seine Verdienste wurde er 1977 von der Stadt Mailand, 1984 von der Stadt Varese mit einer Goldmedaille ausgezeichnet.

## Werke
- Minnie la candida (eigenes Libretto nach Massimo Bontempelli), Oper, 1942
- Cantata sacra nach Briefen der Katharina von Siena, 1947
- Prima Sinfonia 1949
- La donna e mobile, Oper, 1954
- Concerto per Dimitri für Klavier und Orchester, (Dimitri Mitropoulos gewidmet), 1961
- Battono alla porta, Fernsehoper, 1961
- Nykteghersia für Orchester, 1962
- Requiem für Orchester, 1975
- Loneliness für Sopran und großes Orchester, 1989
- Meridiana für Sopran und 17 Instrumente, 1990
- Liederétudes für Sopran und Klavier, 1991
- Dalla prigione un suono, 1993
- Voicequintet für Sopran und Streichquartett, 1994